# 文京区立柳町小学校
文京区立柳町小学校（ぶんきょうくりつやなぎちょうしょうがっこう）は、文京区にある公立小学校。

## 沿革
- 1901年（明治34年）10月20日 - 小石川第一尋常小学校として開校。
- 1904年（明治37年）4月1日 - 高等科を併置し、小石川第一尋常高等小学校と改称。
- 1908年（明治41年）4月1日  - 小学校令の改正により、柳町尋常小学校と改称。
- 1925年（大正14年）4月1日 - 校歌制定。
- 1941年（昭和16年）4月1日 - 国民学校令により、柳町国民学校と改称。
- 1944年（昭和19年）8月12日 - 戦局の悪化により、宮城県鳴子町に集団疎開。
- 1947年（昭和22年）4月1日 - 学制改革により、文京区立柳町小学校と改称。
- 1951年（昭和26年）10月20日 - 開校50周年を祝う新校歌発表。
- 1955年（昭和30年）3月31日 - 校舎改築第1期工事完成。
- 1957年（昭和32年）8月25日 - 校舎改築第2期工事完成。
- 1959年（昭和34年）3月15日 - 校舎改築第3期工事完成。
- 1964年（昭和39年）3月31日 - 鉄筋校舎改築第1期工事完成。
- 1965年（昭和40年）
  - 2月12日 - 鉄筋校舎改築第2期工事完成。
  - 3月11日 - 屋内体育館工事完成。
- 1966年（昭和41年）
  - 2月 - 鉄筋校舎改築第3期工事完成。
  - 10月27日 - 開校65周年を祝う会と校舎改築・校地完成記念式典挙行。
- 1973年（昭和48年）6月 - 図工・家庭科等の4教室増築。
- 1975年（昭和50年）3月 - グリーンフェンス工事完成。
- 1976年（昭和51年）
  - 4月1日 - 情緒障害学級設置。
  - 10月10日 - 校庭舗装工事完成。
- 1985年（昭和60年）
  - 6月6日 - 体育館改築工事完成。
  - 9月 - 校庭土舗装工事完成。
- 1990年（平成2年）
  - 9月 - 放送設備・会議室全面改修。
  - 10月26日 - 給食室・便所改修。
- 1993年（平成5年）9月 - コンピュータ教室新設。放送室・プール改修。
- 1997年（平成9年）
  - 4月1日 - 知的発達障害学級設置。
  - 10月 - 校庭門と車イス用スロープの工事完成。
- 2000年（平成12年）9月 - 池の噴水、ダブルアーチゲート設置。
- 2003年（平成15年）9月24日 - 学校ホームページ開設。
- 2004年（平成16年）9月1日 - 普通教室エアコン取付。
- 2005年（平成17年）8月 - 耐震補強工事。
- 2006年（平成18年）7月 - 体育館床改修。
- 2011年（平成23年）
  - 3月 - 11日に発生した東日本大震災により、本校に避難所開設。
  - 5月 - 通知表大幅改定。
- 2012年（平成24年）6月 - プール改修工事（床）。
- 2014年（平成26年）
  - 時期不明 - 情緒障害学級廃止。[要出典]
  - 9月 - 教室不足対策のため仮設校舎設置。
- 2017年（平成29年）8月 - 電子黒板を各教室に設置。特別支援学級用タブレット1人1台導入。
- 2019年（令和元年）6月 - 体育館冷風機設置。
- 2020年（令和2年） - 新型コロナウィルス感染症により、約3か月間臨時休校の措置を採る。
- 2021年（令和3年）4月 - タブレットを全校児童に1人1台導入。
- 2023年（令和5年） - 備蓄倉庫の新校舎移転に伴い、教室転換工事。

## 校歌
作詞は西條八十、作曲渡辺浦人

## 学校教育目標
- 心をみがき 体をきたえる 子ども
- 自ら考え やりぬく 子ども
- 認めあい 高めあう 子ども

## 通学区域
- 文京区 [2]
  - 小石川1丁目（9番 - 28番）
  - 小石川2丁目（18番（3号・8号 - 23号)、23番 - 25番）
  - 小石川3丁目（23番(4号 - 7号)、24番(3号 - 12号・13号 - 15号)、26番(1号 - 2号・14号 - 24号)、27番 - 31番、33番 - 39番）
  - 小石川4丁目（7番 - 14番、15番(9号 - 16号)、16番(21号 - 24号)）
  - 白山2丁目（9番 - 20番）
  - 西片1丁目（19番）

## 交通アクセス
- 都営地下鉄三田線春日駅（A5出口）から、徒歩8分。
- 東京メトロ
  - 丸ノ内線後楽園駅から、小石川方面に向かって、徒歩12分。
  - 南北線後楽園駅（8番出口）から、徒歩10分。
- 都営バス「上60」系統（池袋東口～上野公園）で、小石川二丁目バス停から、徒歩5分。